# 自衛防災組織
自衛防災組織とは石油コンビナート等災害防止法において規定されている特定事業者に該当する事業所が設置を義務付けられる自衛の防災機関である。

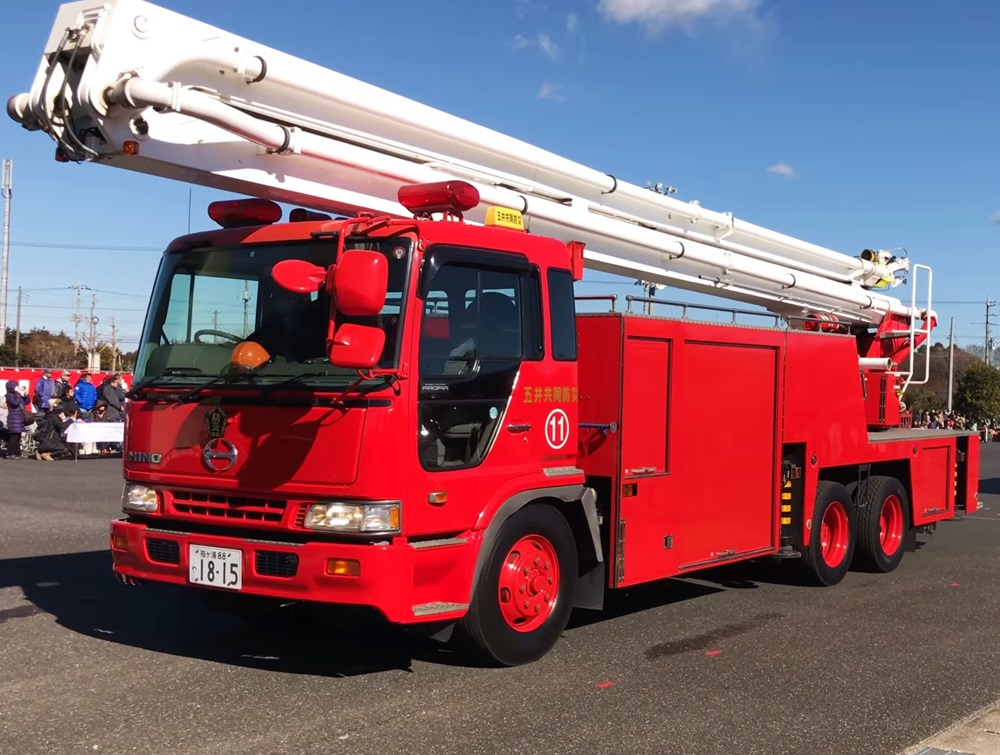
石油コンビナートの 高所放水車
（五井共同防災 11）

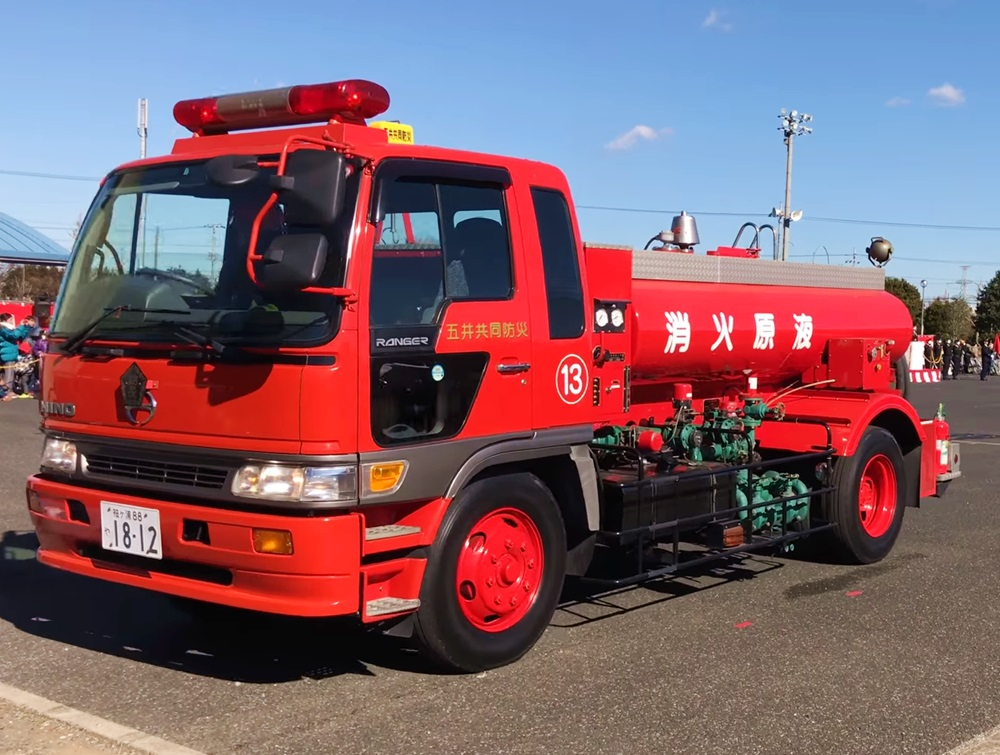
石油コンビナートの 消火原液搬送車
（五井共同防災 13）

石油コンビナートなどでは危険物等が大量に取り扱われていることや設備が複雑に入り組んでいることから困難な場合が多く、また大規模な災害となる可能性が高い。このことから特別防災区域として指定され、災害発生時においては、自衛防災組織や共同防災組織などによる的確な消防活動を行うことが要求される。特定事業者は共同の共同防災組織を形成することも許容されており、自衛防災組織並びに共同防災組織による企業防災の充実が期待されるところである。これらの防災組織には防災要員を置き、広範な知識と技術が必要とされる。とりわけ、防災センター要員などの資格を取得することが期待される。原子力災害対策特別措置法における原子力防災組織並びに防災消防法の定める一定の危険物を取り扱う事業所に設置義務付けのある自衛消防組織及び災害対策基本法に規定されている地域住民主体の自主防災組織とは法的根拠、及び法的義務が異なる。

## 特定事業者及び自衛防災組織の義務
- 石油コンビナート災害防止法に定める特定事業者とは、以下のふたつが規定されている。

- 第一種事業所　石油コンビナート等特別防災区域（以下「特別防災区域」という。）
- 第二種事業所　特別防災区域に所在する事業所のうち第一種事業所以外の事業所であつて、政令で定める基準に従い、相当量の石油等その他政令で定める物質を取り扱い、貯蔵し、又は処理することにより当該事業所における災害及び第一種事業所における災害が相互に重要な影響を及ぼすと認められるものとして都道府県知事が指定するもの

この第一種、第二種の事業所を総称して特定事業者という。特定事業者には防災規程及び防災計画の策定及び届出が義務付けられている他、防災管理者、副防災管理者、防災要員数、資機材数の提出が義務付けられている。また、防災規程においては特定事業所としての防災業務及び防災に必要
措置が規定され、これらの対策がとられなければならない。通常の事業所であれば自衛消防組織として設置が義務付けられるところだが、とりわけ災害拡大の危険性は高く、このように消防法とは別立ての法律により規定されている。
このような自衛防災組織並びに措置がとられる中、実際には石油コンビナート火災の件数は少なくない。大規模災害を抑制する上で必要な広域防災のための対策として国及び地方公共団体としての取り組みが課題となる中、災害時においては緊急消防援助隊なども出動し、災害鎮圧にあたる本格的な体制が整備されつつある。

## 近年の主な石油コンビナート災害
- 2000年8月1日　油脂株式会社武豊工場爆発事故
- 2003年8月29日 エクソンモービル名古屋油槽所特定屋外タンク貯蔵所火災事故
- 同年9月3日　 日本製鐵株式会社名古屋製鐵所COGホルダー爆発火災事故
- 同年9月8日　 ブリヂストン栃木工場火災
- 同年9月26日　出光興産北海道製油所タンク火災

## 関連法・規定

### 石油コンビナート等災害防止法
- 第16条 　特定事業者は、その特定事業所ごとに、自衛防災組織を設置しなければならない。
- 2 　自衛防災組織は、特定事業所における災害の発生又は拡大を防止するために必要な業務（以下「防災業務」という。）を行う。この場合において、自衛防災組織は、消防法 、高圧ガス保安法 その他の法令の規定により災害の発生又は拡大を防止するために必要な業務又は職務を行うこととされている者で政令で定めるものが行うべき業務又は職務の遂行に協力しなければならない。
- 3　特定事業者は、その自衛防災組織に、政令で定めるところにより、防災要員を置かなければならない。
- 4  特定事業者は、その自衛防災組織に、政令で定めるところにより、当該自衛防災組織がその業務を行うために必要な化学消防自動車、消火用薬剤、油回収船その他の機械器具、資材又は設備（以下「防災資機材等」という。）を備え付けなければならない。
- 5 　特定事業者は、主務省令で定めるところにより、その自衛防災組織の防災要員及び防災資機材等の現況について、市町村長等に届け出なければならない。
- 6 　市町村長等は、前項の規定による届出があつたときは、遅滞なく、当該届出の内容を政令で定める管区海上保安本部の事務所の長（以下「関係管区海上保安本部の事務所の長」という。）に通知するものとする。
- 第17条 　特定事業者は、その特定事業所ごとに、防災管理者を選任し、自衛防災組織を統括させなければならない。
- 2 　防災管理者は、当該特定事業所においてその事業の実施を統括管理する者をもつて充てなければならない。
- 3 　第一種事業者は、当該第一種事業所における災害の発生又は拡大の防止に関する業務を適切に遂行することができる管理的又は監督的地位にある者のうちから副防災管理者を選任し、自衛防災組織の統括について、防災管理者を補佐させなければならない。
- 4 　第一種事業者は、防災管理者が当該第一種事業所内にいないときは、副防災管理者に自衛防災組織を統括させなければならない。
- 5 　特定事業者は、その選任した防災管理者（第一種事業者にあつては、副防災管理者を含む。）に対し、特定事業所における災害の発生又は拡大を防止するため、防災業務に関する能力の向上に資する研修の機会を与えるように努めなければならない。
- 6 　第1項又は第3項の規定により防災管理者又は副防災管理者を選任したときは、特定事業者（同項の場合にあつては、第一種事業者。第21条第1項第四号において同じ。）は、主務省令で定めるところにより、遅滞なく、その旨を市町村長等に届け出なければならない。これを解任したときも、同様とする。
- 7 　前条第6項の規定は、前項の規定による届出があつた場合について準用する。
- 第18条 　特定事業者は、主務省令で定めるところにより、自衛防災組織が行うべき防災業務に関する事項について防災規程を定め、市町村長等に届け出なければならない。これを変更したときも、同様とする。
- 2 　市町村長等は、災害の発生又は拡大を防止するため必要があると認めるときは、特定事業者に対し、期間を定めて、前項の防災規程の変更を命ずることができる。
- 3　市町村長等は、前項の規定による命令に違反した特定事業者に対し、期間を定めて、当該命令に係る特定事業所の施設の全部又は一部の使用の停止を命ずることができる。
- 4　第16条第6項の規定は、第1項の規定による届出があつた場合について準用する。

第19条　一の特別防災区域に所在する特定事業所に係る特定事業者の全部又は一部は、共同して、これらの特定事業所の自衛防災組織の業務の一部を行わせるための共同防災組織を設置することができる。 
2 　前項の特定事業者は、主務省令で定めるところにより、その協議により、共同防災組織が行うべき業務に関する事項並びに防災要員及び防災資機材等に関する事項について共同防災規程を定めなければならない。 
- 3 　第一項の特定事業者を代表する者は、共同防災組織を設置したときは、主務省令で定めるところにより、その防災要員の数、備え付けた防災資機材等の種類別の数量、共同防災規程その他の事項を市町村長等に届け出なければならない。届け出られた事項に変更があつたときも、同様とする。
- 第21条 　市町村長等は、次の各号に掲げる特定事業者に対し、期間を定めて、当該各号に定める措置を行うことを命ずることができる。
- 1 　第15条第1項の規定に違反して、特定防災施設等を同項に規定する主務省令で定める基準に従つて設置し、又は維持していない特定事業者　特定防災施設等を同項に規定する主務省令で定める基準に従つて設置し、又は維持すること。
- 2 　第15条第3項の規定に違反して、同項の規定による点検を行わず、又は点検記録を作成せず、若しくはこれを保存していない特定事業者　同項の規定による点検を行つて、点検記録を作成し、これを保存すること。
- 3 　第16条第1項、第三項又は第四項の規定に違反して、自衛防災組織を設置せず、又は自衛防災組織に防災要員を置かず、若しくは防災資機材等を備え付けていない特定事業者　自衛防災組織を設置し、又は同条第3項若しくは第四項若しくは第19条第四項に定めるところにより、自衛防災組織に防災要員を置き、若しくは防災資機材等を備え付けること。
- 第24条 　特定事業者は、その特定事業所において前条第1項に規定する異常な現象が発生したときは、直ちに、防災規程、共同防災規程及び石油コンビナート等防災計画の定めるところにより、当該特定事業所の自衛防災組織及び共同防災組織に災害の発生又は拡大の防止のために必要な措置を行わせなければならない。
- 第25条 　市町村長又は関係管区海上保安本部の事務所の長は、災害の発生又は拡大の防止のための措置の実施について必要があると認めるときは、自衛防災組織又は共同防災組織に指示をすることができる。

### 災害対策基本法(関連部分の抜粋)
- 第5条　市町村は、基礎的な地方公共団体として、当該市町村の地域並びに当該市町村の住民の生命、身体及び財産を災害から保護するため、関係機関及び他の地方公共団体の協力を得て、当該市町村の地域に係わる防災に関する計画を作成し、及び法令に基づきこれを実施する責務を有する。
- 2 市町村長は、前項の責務を遂行するため、消防機関、水防団等の組織の整備並びに当該市町村の区域内の公共的団体等の防災に関する組織及び住民の隣保協同の精神に基づく自発的な防災組織（第8条第2項において「自主防災組織」という。）の充実を図り、市町村の有するすべての機能を十分に発揮するように努めなければならない。

### 国民保護法(関連部分のみ抜粋)
- ※正式な法律名を「武力攻撃事態等における国民の保護のための措置に関する法律」という。

- 第104条　武力攻撃に伴って発生した石油コンビナート等特別防災区域（石油コンビナート等災害防止法　（昭和50年法律第84号）第2条第2号の石油コンビナート等特別防災区域をいう。）に係る災害へ　の対処に関する同法の規定の適用については、同法第二十三条第一項及び第24条中「石油コンビナー　ト等防災計画」とあるのは「石油コンビナート等防災計画（特定事業者が指定公共機関又は指定地方公共　機関である場合にあつては、その国民の保護に関する業務計画及び石油コンビナート等防災計画）」と、同法第二十三条第二項中「石油コンビナート等防災計画」とあるのは「当該市町村の国民の保護に関する計画及び石油コンビナート等防災計画」と、「石油コンビナート等防災本部」とあるのは「都道府県知事、石油コンビナート等防災本部」と、同法第26条中「石油コンビナート等防災計画」とあるのは　「それぞれその国民の保護に関する計画又は国民の保護に関する業務計画及び石油コンビナート等防災計画」と、「石油コンビナート等防災本部」とあるのは「都道府県知事及び石油コンビナート等防災本部」とする。

### 石油コンビナート等における特定防災施設等及び防災組織等に関する省令(記載事項のみ)
- 自衛防災組織

- 第17条の2  省力化に資する装置又は機械器具
- 第17条の3  特定事業所の要件及び防災要員
- 第18条   　大型化学消防車等
- 第18条の2  浮きぶた付きの屋外貯蔵タンクのうち浮きぶたが屋根を兼ねるもの以外のもので総務省令で定めるもの
- 第18条の3  大型化学消防車及び甲種普通化学消防車の台数に係る特例
- 第18条の4　送泡設備
- 第18条の5  送泡設備を設置することができる屋外貯蔵タンク
- 第18条の6  泡水溶液の送水方法
- 第18条の7　送泡設備付きタンクに係る大型化学消防車又は甲種普通化学消防車の台数
- 第18条の8  発泡器
- 第19条     移送取扱所が存する特定事業所に係る特例
- 第19条の2  泡消火薬剤の量に係る特例
- 第19条の3  送泡設備用泡消火薬剤
- 第20条     大型化学高所放水車による代替措置
- 第21条     可搬式放水銃等
- 第21条の2  固定放射設備等による代替措置
- 第22条　 　オイルフェンスの規格
- 第23条     オイルフェンス展張船の展張能力及び隻数
- 第23条の2  油回収船及び油回収装置
- 第24条 　  自衛防災組織の現況についての届出

- 共同防災組織

- 第26条の2  省力化に資する装置又は機械器具
- 第26条の3  構成事業所の要件及び防災要員
- 第26条の4  大型化学消防車及び甲種普通化学消防車の台数に係る特例
- 第26条の5  泡消火薬剤の量に係る特例
- 第27条　 　可搬式放水銃等の備付け
- 第28条     共同防災規程
- 第29条    共同防災組織についての届出